# Lara Shdeifat
Lara Shdeifat es una deportista jordana que compitió en taekwondo. Ganó una medalla de bronce en el Campeonato Asiático de Taekwondo de 2002, en la categoría de –67 kg.

## Palmarés internacional
| Campeonato Asiático | Campeonato Asiático | Campeonato Asiático | Campeonato Asiático |
| Año                 | Lugar               | Medalla             | Categoría           |
| ------------------- | ------------------- | ------------------- | ------------------- |
| 2002                | Amán (Jordania)     | Medalla de bronce   | –67 kg              |